# Józef Niezabitowski
Józef Niezabitowski herbu Lubicz (zm. w 1786 roku) – podsędek latyczowski w latach 1767-1786, komornik ziemski kamieniecki w latach 1764-1767, sędzia kapturowy ziemi lwowskiej w 1764 roku.